# Dion Beukeboom
Dion Beukeboom (2 februari 1989) is een Nederlands wielrenner die anno 2019 uitkomt voor Vlasman Cycling Team. Zijn grootste successen boekte hij op de velodroom. 
In oktober 2017 kondigde Beukeboom een aanval op het werelduurrecord van Bradley Wiggins aan. De poging vond plaats op 22 augustus 2018 op de baan van Aguascalientes in Mexico. In één uur fietste hij 52,757 km en kwam daarmee 1800 meter te kort voor het werelduurrecord. Wel verbrak hij het Nederlandse record van Thomas Dekker met 500 meter.

## Overwinningen

### Baanwielrennen
| Jaar | NK                             | EK                   | WK | Overige             |
| ---- | ------------------------------ | -------------------- | -- | ------------------- |
| 2012 | achtervolging                  |                      |    |                     |
| 2013 | achtervolging scratch · omnium | ploegenachtervolging |    |                     |
| 2014 | achtervolging · scratch        |                      |    | Gent: achtervolging |
| 2015 |                                | achtervolging        |    |                     |
| 2016 | achtervolging                  | achtervolging        |    |                     |
| 2017 | achtervolging                  | achtervolging        |    |                     |

### Wegwielrennen
2011
- Omloop Houtse Linies

2012
- 7e etappe Ronde van Normandië

2013
- proloog Ronde van Portugal (ploegentijdrit)

2015
- 5e etappe Olympia's Tour (individuele tijdrit)

2017
- Ronde van Zuid-Holland

Beukeboom · J. Bovenhuis · R. Bovenhuis · van der Burg · van den Dool · Duvigneau · Havik · Kooijman · Ottevanger · Stroetinga · Wennekes · van Zijl